# 힙합 (만화)
《힙합》(The Hip Hop)은 김수용이 1997년 12월부터 2004년 6월까지 《아이큐점프》에 연재한 만화이다.
가장 최근의 대한민국 만화 밀리언셀러로 기록된 작품이다. 2000년 문화관광부와 일간스포츠 주최 〈오늘의 우리만화〉 선정. 2004년 제7회 부천만화축제 청소년 만화상 수상.

## 개요
대한민국 최초의 댄스 만화로서 박력있는 댄스배틀 장면의 연출과 다양한 기술에 대한 상세한 설명으로 인기를 얻었다. 특히 지방마다 달랐던 기술명을 정리하는 데에 기여했다는 평가를 받는다.

## 줄거리
싸움만 하며 사고만 치던 문제아 고등학생 성태하는 같은 학교의 댄스 천재 바비의 춤에 매료되어 춤을 가르쳐 달라며 그의 연습실까지 쫓아간다. 그 연습실은 대한민국 최고의 프로 댄스팀 B-boy의 연습실.  성태하는 B-boy의 비정식 단원으로 입단하여 춤을 배우며 수많은 인물들을 만나게 된다.